# Archaeodictyna sexnotata
Archaeodictyna sexnotata är en spindelart som först beskrevs av Simon 1890.  Archaeodictyna sexnotata ingår i släktet Archaeodictyna och familjen kardarspindlar. Inga underarter finns listade i Catalogue of Life.